# Goodenia lamprosperma
Goodenia lamprosperma är en tvåhjärtbladig växtart som beskrevs av Ferdinand von Mueller. Goodenia lamprosperma ingår i släktet Goodenia och familjen Goodeniaceae. Inga underarter finns listade i Catalogue of Life.